# Salvatore Sciarrino

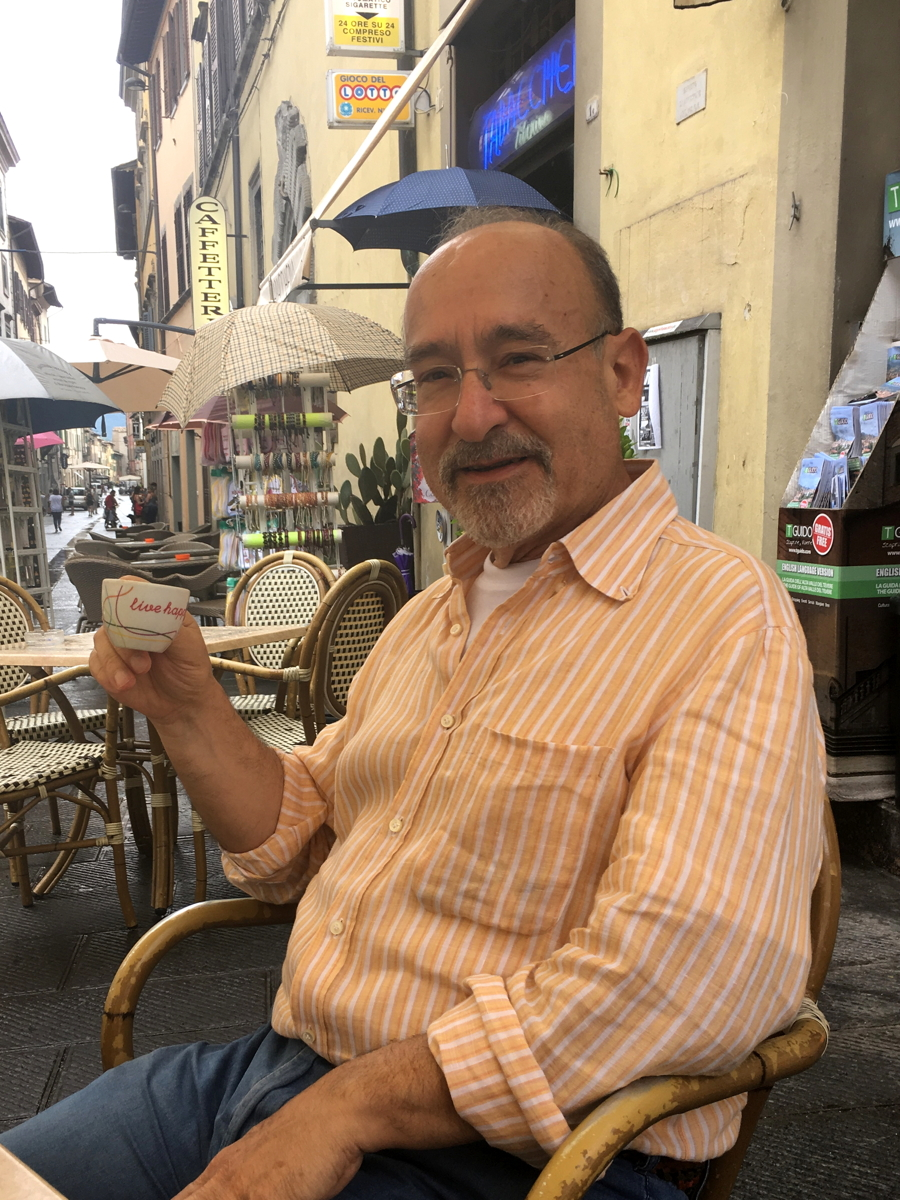
Salvatore Sciarrino (2016)

Salvatore Sciarrino (* 4. April 1947 in Palermo) ist ein zeitgenössischer italienischer Komponist, der besonders für seine Kammermusik und seine Musiktheaterwerke bekannt ist. Er zählt zu den meistaufgeführten Komponisten der Gegenwart.

## Biographie
Schon als kleines Kind beschäftigte sich Sciarrino mit den bildenden Künsten, wandte sich jedoch allmählich von ihnen ab, als er sein Interesse für Musik entdeckte. In einer autobiografischen Skizze verrät Sciarrino, dass er stolz ist, die Musik als Autodidakt erlernt und nie ein Konservatorium besucht zu haben. Unter der Anleitung von Antonino Titone begann er als Zwölfjähriger zu komponieren. Später studierte er bei Turi Belfiore. 1962 wurde im Rahmen der IV. Internationalen Woche Nuova Musica in Palermo zum ersten Mal ein Werk von ihm aufgeführt. Der Komponist selbst sieht die zwischen 1959 und 1965 entstandenen Werke allerdings als Resultat einer noch nicht abgeschlossenen Lehrzeit. Nach seiner Schulzeit am humanistischen Gymnasium ging er zuerst nach Rom und später dann nach Mailand.
Sciarrino war drei Jahre lang als künstlerischer Leiter des Teatro Comunale in Bologna tätig und hat auch an den Konservatorien in Mailand, Perugia und Florenz sowie bei Fortbildungskursen gelehrt. Seit einigen Jahren lebt er in Città di Castello, einer kleinen Stadt in Umbrien. Im Dokumentarfilm Das Akkordeon des Teodoro Anzellotti von Uli Aumüller (SWR 1999) stand er mit vor der Kamera.
Seit 2004 ist er Mitglied der Akademie der Künste Berlin.
Seit 2013 gibt er im Sommer regelmäßig Meisterkurse an der Accademia Musicale Chigiana in Siena.

## Werk
In seinen Werken beschäftigt er sich viel mit Obertönen, dem Klang und der „Farbe“ der Töne und der Stille.
Bekannt wurde Sciarrino jedoch besonders mit seinen antinaturalistisch und mystisch wirkenden Musiktheaterwerken. Die meisten Werke entstanden in den 1980er-Jahren für Sciarrinos „Theater der Körper“, die an die Performance-Erfahrungen der Sechziger Jahre anknüpften.
In seiner Oper Luci mie traditrici, die 1998 uraufgeführt wurde, greift er das tragische Leben des italienischen Komponisten Carlo Gesualdo auf.
Seine Oper La porta della legge (Das Tor zum Gesetz), die am 25. April 2009 im Wuppertaler Opernhaus in der Inszenierung von Johannes Weigand uraufgeführt wurde, basiert auf der Parabel Vor dem Gesetz von Franz Kafka. Sciarrino lässt die Szene der Begegnung zwischen dem Türhüter und dem Einlasssuchenden wiederholen und ein drittes Mal beginnen, mit Variationen in Besetzung, Musik, Text und Szene, und gibt dem Werk den Untertitel quasi un monologo circolare (gleichsam ein kreisender Monolog).

## Werke
- Sonata für zwei Klaviere (1966)
- Berceuse für Orchester (1967/69)
- Quartetto No. 2 für Streichquartett (1967)
- 6 Capricci per Violino Solo (1976)
- Attraverso i cancelli für Ensemble (1977)
- Il paese senza tramonto für Orchester mit Sopran (1977)
- Fabbrica degli incantesimi, Zyklus für Flöte solo (1977–1989)
  - All'aure in una lontananza (1977)
  - Hermes (1984)
  - Canzona di ringraziamento (1985)
  - L'orizzonte luminoso di Aton (1989)
  - Venere che le grazie la fioriscono (1989)
- Musiche für “All’uscita” di Pirandello, Radiophonie (1978)
- Che sai guardiano della notte? für Klarinette und Kammerorchester (1979)
- Un fruscìo lungo trent’anni für vier Schlagzeuger (1999)
- Esercizi di tre stili, altre elaborazioni da Domenico Scarlatti für Streichquartett (2000)
- Il clima dopo Harry Partch für Klavier und Orchester (2000)
- In nomine nominis für Ensemble (2001)
- La perfidia, intermezzo für Streicher (2002)
- Altre schegge di canto für Klarinette und Orchester (2002)
- Cavatina e i gridi für Streichsextett (2002)
- Sestetto für Streichsextett (2003)
- Quaderno di strada, dodici canti e un proverbio für Bariton und Ensemble (2003)
- Due smarrimenti für Sopran und Ensemble (2003)
- Graffito sul mare für Saxophon, Schlagzeug, Klavier und Orchester (2003)
- Il suono und il tacere für Orchester (2004)
- Storie di altre storie für Akkordeon und Orchester (2004)
- La bocca il piede il suono (2004)
- Shadow of sound für Orchester (2005)
- 4 Adagi für Blockflöte und Orchester (2007)
- 12 Madrigali für Stimmen (2008). Text: Matsuo Basho
- Libro notturno delle Stimmen für Flöte und Orchester (2009)
- Quartetto No. 8 für Streichquartett (2009)
- L'ideale lucente e le pagine rubate (2012), UA am 17. September 2012 beim Beethovenfest Bonn durch das Münchener Kammerorchester, Leitung: Alexander Liebreich.
- Perturbazione nel settore trombe (2012), Auftragswerk des Staatstheaters Cottbus, UA am 6. Oktober 2012 in Cottbus durch Christoph Walder (Horn) und das Philharmonische Orchester Cottbus, Leitung: Evan Christ
- Giorno velato presso il lago nero für Violine und Orchester, deutscher Titel: Verhüllter Tag beim schwarzen See (2013), Kompositionsauftrag der musica viva des Bayerischen Rundfunks, UA am 26. April 2013 in München durch Carolin Widmann und das Symphonieorchester des Bayerischen Rundfunks, Leitung: Jonathan Nott.

### Musiktheaterwerke
- Amore e Psiche, Oper in einem Akt (1972–1973), UA am 2. März 1973 in der Piccola Scala in Mailand
- Aspern. Singspiel in zwei Akten (1978), UA am 8. Juni 1978 im Teatro della Pergola in Florenz
- Cailles en sarcophage. Atti per un museo delle ossessioni, Oper in drei Teilen (1979–1980), UA am 17. Oktober 1980 am Theater La Fenice in Venedig
- Vanitas. Natura morta in einem Akt für Mezzosopran, Violoncello und Klavier (1981), UA am 11. Dezember 1981 in der Piccola Scala in Mailand
- Lohengrin. Azione invisibile für Sänger, Instrumente und Stimmen (1982–1984), UA der ersten Fassung am 15. Januar 1983 in der Piccola Scala in Mailand, UA der zweiten Fassung am 15. September 1984 in Catanzaro
- Perseo e Andromeda, Oper in einem Akt (1990), UA am 27. Januar 1991 am Staatstheater Stuttgart
- Luci mie traditrici, Oper in zwei Akten, auch unter dem deutschen Titel (Text dennoch italienisch) Die tödliche Blume (1996–1998), UA am 17. Mai 1998 bei den Schwetzinger Festspielen
- Infinito nero, Ekstase in einem Akt für Mezzosopran und acht Instrumente (1998), UA am 25. April 1998 bei den Wittener Tagen für neue Kammermusik
- Terribile e spaventosa storia del Principe di Venosa e della bella Maria, Musik für eine Puppen-Oper (1999), UA am 24. Juli 1999 in der Kirche Sant’Agostino in Siena
- Macbeth. Tre atti senza nome (2002), UA am 6. Juni 2002 bei den Schwetzinger Festspielen
- Lohengrin 2. Disegno per un giardino sonoro (2004), UA am 21. August 2004 beim Ravello Festival
- Da Gelo a Gelo, 100 Szenen mit 65 Gedichten, deutscher Titel: Kälte (2006, Libretto: Salvatore Sciarrino nach Izumi Shikibu), UA am 21. Mai 2006 bei den Schwetzinger Festspielen
- La porta della legge – quasi un monologo circolare, deutscher Titel: Das Tor zum Gesetz – gleichsam ein kreisender Monolog, Oper in einem Akt (2006–2008, nach Franz Kafkas Erzählung Vor dem Gesetz), UA am 20. April 2009 im Opernhaus Wuppertal
- Superflumina, Oper in einem Akt (2010), UA am 20. Mai 2011 am Nationaltheater Mannheim

## Auszeichnungen
- I.G.N.M. 1971
- Taormina 1971
- Guido Monaco 1972
- Cassadó 1974
- I.G.N.M. und Dallapiccola 1974
- Anno discografico 1979
- Psacaropoulos 1983
- Abbiati 1983
- Premio Italia 1984
- Antonio-Feltrinelli-Preis 2003
- Musikpreis Salzburg 2006
- Louis Spohr Musikpreis Braunschweig 2007
- BBVA Foundation Frontiers of Knowledge Award 2011